# Street (альбом EXID)
Street (с англ. — «Улица») — первый студийный альбом южнокорейской гёрл-группы EXID. Альбом был выпущен 1 июня 2016 года компанией  Banana Culture и распространен компанией Sony Music. Альбом содержит тринадцать треков с ведущим синглом «L.I.E».

## Предпосылки и релиз
19 апреля 2016 года BANANA Culture объявил, что EXID вернутся в первую неделю июня со своим первым студийным альбомом. Альбом был назван третьим лучшим Kpop альбомом 2016 года по версии Billboard. В статье отмечалось: «самый сильный выход гёрл-группы 2016 года, EXID, наконец, получил шанс показать, на что они были способны, с необычными но модными танцевальными треками, которые выполнили обещание, что они показали так рано в карьере. «L.I.E» - агрессивный поп-трек, и такие гладкие песни как: «Cream», «Don't Want a Drive» и «No Way», соперничают с ним за лучшую и самую доступную песню на альбоме».

## Промоушен
EXID провели выступление 1 июня 2016 года и исполнил «L.I.E» и «Walk Me Home» на Show Champion.

## Коммерческий успех
Альбом вошл и достигла пика под номером 2 в альбомном чарте Gaon в выпуске чарта от 29 мая - 4 июня 2016 года.  На своей второй неделе альбом занял 33-е место.  На своей третьей неделе альбом увеличил рост до числа 29, после падения диаграммы на следующей неделе.
Альбом вошел под номером 7 в альбомном чарте Gaon за июнь 2016 года, с 18 960 проданными физическими копиями.  Альбом также вошел под номером 100 в чарте за 2016 год, с 20 278 проданными физическими копиями.
Альбом имел коммерческий успех, достигнув 2 - го места в альбомном чарте Gaon. По состоянию на декабрь 2016 года было продано более 20 278 физических копий альбома.

## Трек-лист
| №                   | Название                                            | Текст песни                                         | Музыка                                              | Arrangement         | Длительность |
| ------------------- | --------------------------------------------------- | --------------------------------------------------- | --------------------------------------------------- | ------------------- | ------------ |
| 1.                  | «Don't Want a Drive» (데려다줄래; Will You Take Me) | LE                                                  | LE                                                  | Shinsadong Tiger    | 3:13         |
| 2.                  | «L.I.E» (엘라이)                                    | Shinsadong Tiger, Namking Nang, LE                  | Shinsadong Tiger, Namking Nang, LE                  | Shinsadong Tiger    | 3:31         |
| 3.                  | «I Know» (알면서)                                   | Namking Nang, LE                                    | Namking Nang, LE                                    |                     | 3:15         |
| 4.                  | «Hello» (Hani solo)                                 | Monster Factory, EJAE                               | Monster Factory, EJAE, Made By, Park Yeong-hyeon    | Made By             | 3:10         |
| 5.                  | «Cream»                                             | LE                                                  | Shinsadong Tiger, LE                                | Shinsadong Tiger    | 3:13         |
| 6.                  | «3%» (Solji solo)                                   | JQ, Makeumine Works                                 | Polar Bear                                          | Polar Bear          | 3:38         |
| 7.                  | «Only One»                                          | LE                                                  | Shinsadong Tiger, Sleep Well                        | Shinsadong Tiger    | 3:53         |
| 8.                  | «Of Course» (당연해)                                | LE                                                  | Namking Nang, LE                                    | Namking Nang        | 3:32         |
| 9.                  | «Are You Hungry» (냠냠쩝쩝; Jung Hwa & Hyerin)      | Shinsadong Tiger                                    | Shinsadong Tiger                                    | Shinsadong Tiger    | 3:18         |
| 10.                 | «Like the Seasons» (여름, 가을, 겨울, 봄)           | Monster Factory, Samuel Ku, LE                      | Monster Factory, Samuel Ku                          | Monster Factory     | 3:46         |
| 11.                 | «Good»                                              | LE, IL                                              | LE, IL                                              | IL                  | 3:24         |
| 12.                 | «Hot Pink» (Remix)                                  | Shinsadong Tiger, Namking Nang, LE, Monster Factory | Shinsadong Tiger, Namking Nang, LE, Uppercut, LEONA | Namking Nang        | 2:55         |
| 13.                 | «L.I.E» (Jannabi Mix)                               | Shinsadong Tiger, Namking Nang, LE                  | Shinsadong Tiger, Namking Nang, LE                  | Shinsadong Tiger    | 2:57         |
| Общая длительность: | Общая длительность:                                 | Общая длительность:                                 | Общая длительность:                                 | Общая длительность: | 43:35        |

| №  | Название   | Текст песни      | Музыка           | Длительность |
| -- | ---------- | ---------------- | ---------------- | ------------ |
| 1. | «HOT PINK» | Namking Nang, LE | Shinsadong Tiger | 3:27         |

## Чарты
| Чарты (2016)                            | Пиковые позиции |
| --------------------------------------- | --------------- |
| Республика Корея Weekly Albums (Gaon)   | 2               |
| Республика Корея Monthly Albums (Gaon)  | 7               |
| Республика Корея Year-End Albums (Gaon) | 100             |